# Allorhinocoris
Allorhinocoris is een geslacht van wantsen uit de familie van de Miridae (Blindwantsen). Het geslacht werd voor het eerst wetenschappelijk beschreven door Odo Reuter in 1876.

## Soorten
Het genus bevat de volgende soorten:

- Allorhinocoris chinensis Lu & Zhang, 1994
- Allorhinocoris flavus J. Sahlberg, 1878
- Allorhinocoris speciosus Bliven, 1960
- Allorhinocoris splendidus L.Y. Zheng, 2004
- Allorhinocoris virescens (Poppius, 1915)